# Caeneressa proxima
Caeneressa proxima là một loài bướm đêm thuộc phân họ Arctiinae, họ Erebidae.